# Amulung
Amulung es un municipio filipino perteneciente a la provincia de Cagayán, en la región del Valle del Cagayán.

## Toponimia
El nombre del lugar puede encontrarse escrito con las grafías Amulung y Amúlung.

## Geografía
Se encuentra en la margen derecha del río Grande de Cagayán. Tiene una superficie de 242.20 km².

## Historia
Hacia mediados del siglo XIX, el lugar, ya por entonces perteneciente a la provincia de Cagayán, tenía contabilizada una población de 1560 habitantes, repartidos en alrededor de 260 casas. Aparece descrito en el primer volumen del Diccionario geográfico, estadístico, histórico de las Islas Filipinas de Manuel Buzeta Núñez y Felipe Bravo con las siguientes palabras:

AMULUNG: pueblo con cura y gobernadorcillo, en la isla de Luzon, el cual forma jurisd. con el de Iguig, prov. de Cagayan, (de cuya cabecera Tuguegarao dist. 4 ½ leg.) dióc. de Nueva-Segovoia: sit. en los 125° 13' long.. y los 17° 50' lat., á la orilla derecha del rio grande de Cagayan, y á la izquierda de un pequeño afluente que desagua en él, corriendo por el N. de esta pobl.: combátenle principalmente los vientos del N. aunque se halla defendida por elevadas montañas; el clima es fresco y húmedo, por cuya razon se conocen pocas enfermedades. Tiene como unas 260 casas, en general de sencilla construccion, distinguiéndose entre ellas como mas notables la casa parroquial y la llamada tribunal: hay escuela de primeras letras dotada de los fondos de comunidad; á ella concurren algunos alumnos; igl. parr. servida por un cura regular. Confina el term. por E. con la visita de Tuguegarao, llamada Paranan, establecida en los montes poblados de infieles; por S. con Iguig, su adjunto en lo civil y ecl. (2 leg.); por O. con Tabang (4); y por N. con Alcalá (1 ½): el terreno cultivado se halla en las riberas del caudaloso Cagayan y sus afluentes; los que, ademas del beneficio del riego, facilitan las comunicaciones, y abundan en pesca que constituye uno de los ramos principales del sustento de los indios: las producciones mas notables son el arroz, maiz y tabaco. Hallándose este pueblo en el camino general de la isla, recibe sin retraso el correo semanal establecido en la misma. En sus montes se crian hermosas maderas de construccion, ébano, junquillo, etc.; habiendo en los mismos buenas canteras de yeso y piedra fina, abundante cera y miel, que elaboran las abejas en los troncos de los árboles y huecos de las canteras, y abundante caza mayor y menor, como búfalos, javalíes, venados, gallos, tórtolas, etc., á cuyo ramo de industria son los indios poco aficionados. pobl. 1,560 alm., 385 ½ trib., que ascienden á 3,855 rs. plata, equivalentes á 9,637 ½ rs vn.
(Buzeta y Bravo, 1850, pp. 290-291)

Según A pronouncing gazetteer and geographical dictionary of the Philippine Islands, en 1887 tenía una población de 6708 personas. En el censo de 2020, la población del municipio de Amulung ascendía a los 50 336 habitantes.

## Organización territorial
Abulug se divide administrativamente en 47 barangayes o barrios, 25 de  carácter rural y dos, correspondientes a Cordova y Centro, urbanos.
| - Abolo - Agguirit - Alitungtung - Annabuculan - Annafatan - Anquiray - Babayuan - Baccuit - Bacring - Baculud - Balauini - Bauan - Bayabat - Calamagui - Calintaan - Caratacat | - Casingsingan Norte - Casingsingan Sur - Catarauan - Centro - Concepción - Cordova - Dadda - Dafunganay - Dugayung - Estefania - Gabut - Gangauan - Goran - Jurisdicción - La Suerte - Logung | - Magogod - Manalo - Marobbob - Masical - Monte Alegre - Nabbialan - Nagsabaran - Nangalasauan - Nanuccauan - Pacac-Grande - Pacac-Pequeño - Palacu - Palayag - San Juan - Tana - Unag |